# Westhoek (Noord-Brabant)

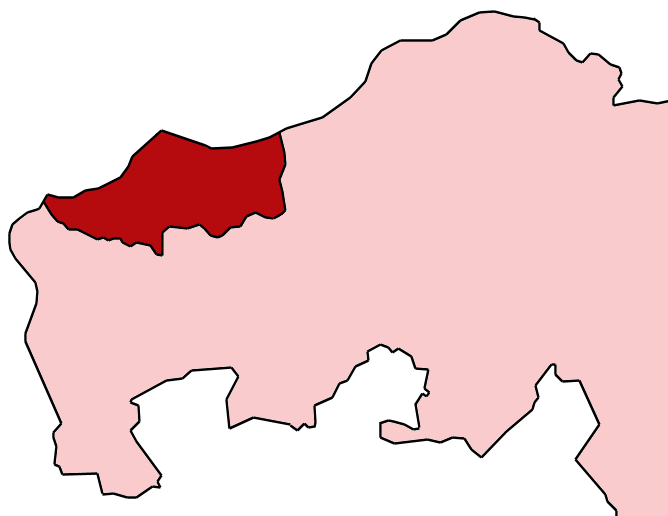
Locatie van de Westhoek.

De Westhoek is een cultuurhistorische regio van de Nederlandse provincie Noord-Brabant.

## Beschrijving
De Westhoek bestaat uit een serie polders die eind 16e begin 17e eeuw onder Hollandse en Zeeuwse leiding zijn drooggelegd, waarna er een serie geplande dorpen en steden werden gebouwd. Deze plaatsen, Dinteloord, Fijnaart, Willemstad en Klundert, vormen samen met de omliggende polders het kerngebied van de regio. 
Hoewel de regio zich in Noord-Brabant bevindt wordt er een Hollands dialect gesproken, het Westhoeks en vindt men er veel protestanten. Hierin neemt het, samen met het Land van Heusden en Altena, een uitzonderingspositie in.